# Acacia hispidula
Acacia hispidula é uma espécie de leguminosa do gênero Acacia, pertencente à família Fabaceae.